# Christisonia
Christisonia es un género plantas fanerógamas perteneciente a la familia Scrophulariaceae. Ahora clasificada dentro de la familia Orobanchaceae. Comprende 25 especies descritas y de estas, solo 20 aceptadas.

## Taxonomía
El género fue descrito por George Gardner y publicado en Calcutta Journal of Natural History and Miscellany of the Arts and Sciences in India 8: 153. 1847.    La especie tipo no ha sido designada.

## Especies aceptadas
A continuación se brinda un listado de las especies del género Christisonia  aceptadas hasta mayo de 2014, ordenadas alfabéticamente. Para cada una se indica el nombre binomial seguido del autor, abreviado según las convenciones y usos: 
- Christisonia albida Thwaites ex Hook.f.
- Christisonia bicolor Gardner
- Christisonia calcarata Wight
- Christisonia flammea Sedgw.
- Christisonia hookeri C.B.Clarke ex Hook.f.
- Christisonia indica Anil Kumar
- Christisonia keralensis Brady
- Christisonia lawii Wight
- Christisonia legocia Beck
- Christisonia neilgherrica Gardner
- Christisonia rodgeri W.W.Sm. & Banerji
- Christisonia saulierei Dunn
- Christisonia scortechinii Prain
- Christisonia siamensis Craib
- Christisonia subacaulis (Benth.) Gardner
- Christisonia thwaitesii Trimen
- Christisonia tricolor Gardner
- Christisonia tubulosa (Wight) Benth. ex Hook.f.
- Christisonia unicolor Gardner
- Christisonia wightii Elmer